# موسى (أسقف العرب)
الأسقف القديس موسى أسقف قضى سنوات عديدة في القرن الرابع ناسكًا على أطراف الإمبراطورية الرومانية بين مصر والشام، قبل أن يصبح أول أسقف من أصل عربي للشعوب العربية. وبما أنه كان يحظى بالاحترام الكبير لتقواه وإيمانه وأدائه المزعوم للمعجزات، فقد جعلت ماوية، الملكة المحاربة العربية، تكريسه أسقفًا على شعبها شرطًا لأي هدنة مع روما.
لم يكن لموسى مقر ثابت بعد تكريسه أسقفًا، فسافر بدلًا من ذلك مع قطيعه البدوي، وحول العديد منهم إلى المسيحية، وحافظ على السلام بين القبائل المختلفة والسلطات الإمبراطورية الرومانية.

## السيرة
ليس معروفًا متى وُلِد، ولكن لبعض الوقت في القرن الرابع، قضى موسى، مثل اسمه القديم، سنوات عديدة في السفر والتبشير في البرية في منطقة الحدود بين مصر والشام وفلسطين. وقد اجتذبت حياته الوعظية عددًا كبيرًا من الأتباع بين الميافيزيين الشرقيين بشكل عام والعرب بشكل خاص. وقد لاحظ سقراط القسطنطيني هذه السمعة، ووصفه بأنه "سراسيني المولد، عاش حياة رهبانية في الصحراء"، وأصبح "متميزًا للغاية بتقواه وإيمانه ومعجزاته". يأتي وصف سقراط لموسى من خلال إعادة سرده لمآثر الملكة ماوية، التي وعدت بإنهاء ثورتها المسلحة ضد الإمبراطورية الرومانية بشرط أن "يُعيَّن موسى أسقفًا على أمتها".
ولم يكن أمام فالنس، الإمبراطور الروماني، خيار سوى القبول. تمكنت قوات ماوية، التي انطلقت من جنوب الشام، من هزيمة القوات الرومانية في مناسبات عديدة، وسارت عبر فلسطين، حتى وصلت إلى الحدود مع مصر. كما رفض موسى أيضًا أن يُكرسه الكرسي البطريركي الآريوسي في الإسكندرية، واختار بدلًا من ذلك أن يُكرسه أسقف خلقيدوني يعيش في المنفى. في بعض الروايات، يقال إن القوات الإمبراطورية الرومانية قد قبضَت على موسى ليتم أخذه للرسامة. ولهذا السبب يُخلط بينه وبين موسى الأسود، وهو قديس آخر من المنطقة، والذي يُعتقد أنه توفي بعد حوالي ستين عامًا من وفاته.

## إشارات بارزة في التاريخ
استذكر البابا غريغوري الثالث (731-741) مثال موسى كراهب تحول إلى أسقف، في حوار مع ابن أخ القديس بونيفاس، عندما حاول إقناعه بالانضمام إلى عمه في البعثة الألمانية. يكتب عرفان شهيد: "وهكذا تم تقديم الراهب الأسقف العربي كنموذج للقديس الإنجليزي."

## فهرس
- Ball، Warwick (2001)، Rome in the East: The Transformation of an Empire، روتليدج (دار نشر)، ISBN:0-415-11376-8
- Bunson، Matthew؛ Bunson، Margaret؛ Bunson، Stephen (2003)، Our Sunday Visitor's Encyclopedia of Saints، Our Sunday Visitor Publishing، ISBN:1-931709-75-0
- Butler، Alban؛ Burns، Paul (2000)، Butler's Lives of the Saints، Continuum International Publishing Group، ISBN:0-86012-251-4
- Jensen، Anne (1996)، God's Self-confident Daughters: Early Christianity and the Liberation of Women، Westminster John Knox Press، ISBN:0-664-25672-4
- Shahîd، Irfan (1995)، Byzantium and the Arabs in the Sixth Century، Dumbarton Oaks، ISBN:0-88402-284-6